# Digoxină
Digoxina este o glicozidă cardiotonică, un medicament comercializat sub numele de Digoxin și folosit pentru a trata diverse boli cardiovasculare. În majoritatea cazurilor, se folosește pentru tratarea fibrilației atriale, flutter-ului atrial și a insuficienței cardiace. Modul de administrare este intravenos., sau oral cu comprimate.
Digoxina a fost izolată pentru prima dată în 1930 dintr-o specie de degețel,  Digitalis lanata (degețelul lânos). Se află pe lista medicamentelor esențiale publicată de Organizația Mondială a Sănătății.